# Heléne Fritzon

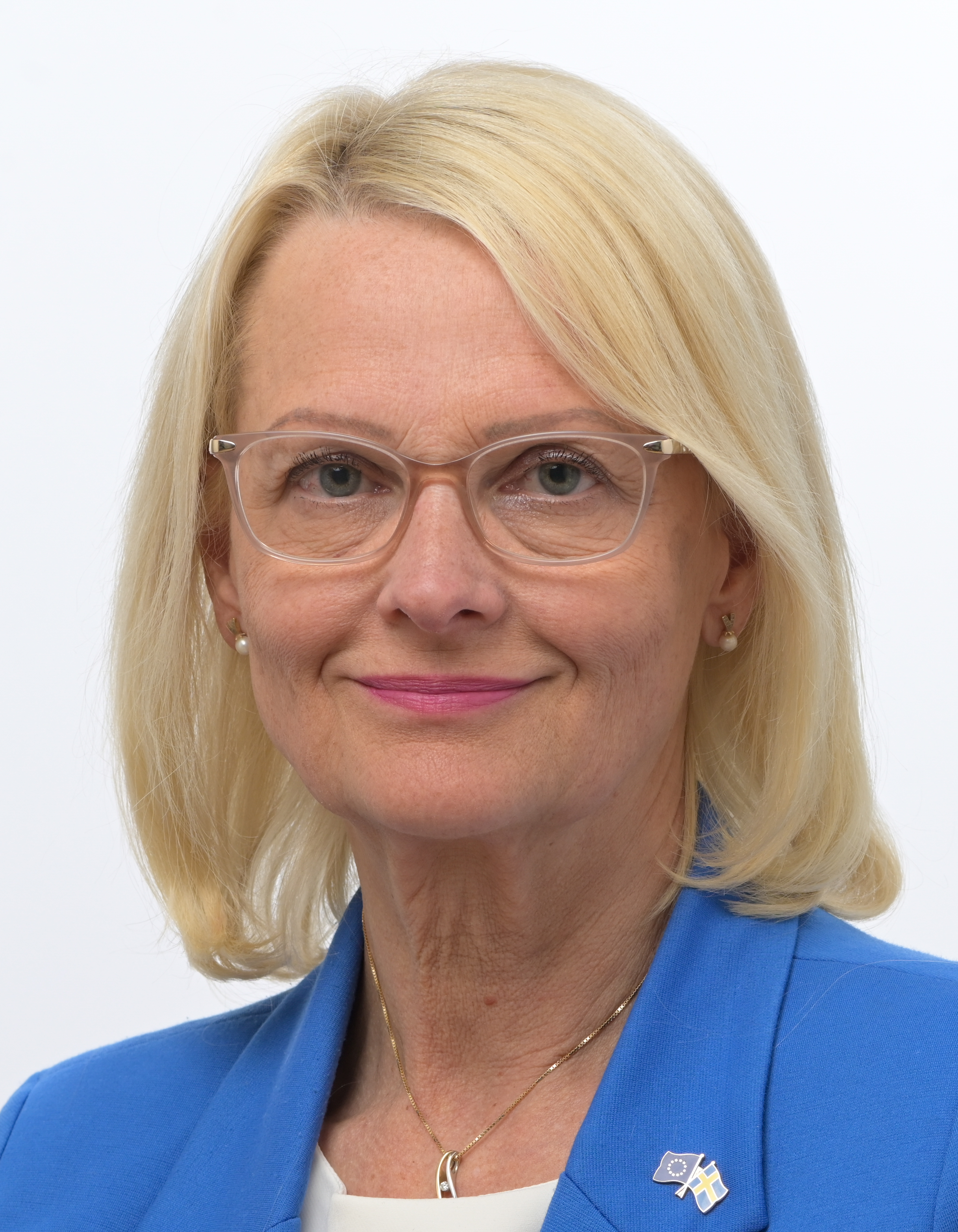
Heléne Fritzon (2024)

Marie Heléne Elisabeth Fritzon (* 29. September 1960 in Kristianstad) ist eine schwedische Politikerin. Sie gehört der Sozialdemokratischen Arbeiterpartei Schwedens an. In der Regierung Löfven I war sie von Juli 2017 bis Januar 2019 Ministerin für Migration sowie stellvertretende Justizministerin.

## Persönlicher Werdegang
Heléne Fritzon absolvierte 1987 am Kristianstad University College  die Prüfungen zum Bachelor of Primary Education und studierte dann Universität Lund Rechtswissenschaften.
Sie wohnt mit ihrem Mann Henrik, dem Regionalvorsitzenden der Region Skåne län, in Degeberga in der Gemeinde Kristianstad.

## Politischer Werdegang
Seit 1995 übernahm Heléne Fritzon Führungspositionen in der Sozialdemokratischen Arbeiterpartei Schwedens. Von 1995 bis 2003 war sie im Präsidium in Kristianstad im Parteipräsidium, seit 1997 ist sie auch auf nationaler Ebene in der Parteiführung. Auch in ihrer Heimatgemeinde Kristianstad und deren Umgebung engagierte sie sich in leitender Position: Von 2006 bis 2017 war sie dort im Stadtrat, von 2010 bis 2017 auch Bürgermeisterin. 2017 wurde sie in der Regierung Löfven I im Zuge einer Regierungsumbildung Ministerin für Migration sowie stellvertretende Justizministerin.
Im Januar 2019 wählten die schwedischen Sozialdemokraten Heléne Fritzon zur Spitzenkandidatin für die Europawahl 2019.  Im Zuge der Bildung der Regierung Löfven II am 21. Januar 2019 schied sie aus dem Kabinett aus, um sich auf die Europawahl zu konzentrieren.

### Aufgaben in der Regierung Löfven
Zu Heléne Fritzons Aufgabengebieten als stellvertretende Justizministerin gehörten alle Belange des Zivilrechts.

### Politische Schwerpunkte in der Regierung Löfven (Auswahl)
- Schweden führte während der Amtszeit von Heléne Fritzon Grenzkontrollen ein, die das Vorspiegeln einer falschen Identität beim Betreten des Landes verhindern sollen.[4] In- und Ausländer, auch EU-Bürger, werden dazu verpflichtet, sich fotografieren zu lassen und ihre Fingerabdrücke abzugeben.[4]
- Zum 1. Januar 2018 wurde eine landesweite Zentralstelle zur Bekämpfung des gewaltbereiten Extremismus eingerichtet.[5]
- Der Schutz der Privatsphäre sowie der privaten Kontaktdaten und Fotos von Angestellten im Öffentlichen Dienst in Intranets wurde verstärkt.[5]